# Крамеров папагал
Крамеровият папагал (Psittacula krameri) е известен в България още като малък огърличен папагал, Огърличен папагал на Крамер, зелен александър и малък александър. Естественото му разпространение е в Западна, Централна и Източна Африка, както и в Южна Азия. Изкуствено е интродуциран в Близкия изток, Северна и Южна Африка, Северна Америка, Югоизточна Азия и Западна, Южна и Югоизточна Европа. В България е наблюдаван по Черноморското крайбрежие, в околностите на Свищов, Свиленград, София и Ботевград.

## Разпространение
Разпространен е на места с достатъчно храна и благоприятни условия за гнездене. Среща се както в горски участъци, така и в населените места – паркове, дворове и овощни градини. Хранят се с плодове, семена и битови отпадъци.

## Външни белези
Дължината на тялото е между 27 и 43 cm. Размаха на крилата му е между 42 и 48 cm, а дължината на опашката му варира между 17 и 28 cm. Крамеровият папагал достига тегло от 95 до 140 грама. Оперението му е зеленикаво с остра тъмносиньо-зелена опашка. Горната част на клюна е яркочервена, при женските завършва с черен връх, а долната част и гърлото са черни.

## Размножаване
Образува постоянни брачни двойки. Гнезди в хралупи, изкуствени гнездилки и под покриви. Женската снася от 2 до 6 яйца. Продължителността на мътенето е 18-26 дни. Живеят до 25-30 години.
Поради увеличаване на популацията в Европа, Крамеровият папагал като чужд вид, заема чужди екологични ниши. В България този вид заема гнездата на скорци, кълвачи, сови и чавки.

## Подвидове
- Psittacula krameri krameri
- Psittacula krameri parvirostris
- Psittacula krameri borealis
- Psittacula krameri manillensis